# Metopios tozeurellum
Metopios tozeurellum är en fjärilsart som beskrevs av Lucas 1945. Metopios tozeurellum ingår i släktet Metopios och familjen stävmalar. Inga underarter finns listade i Catalogue of Life.